# Pfaffenhausen
Pfaffenhausen est une commune de Bavière (Allemagne), située dans l'arrondissement d'Unterallgäu, dans le district de Souabe.

## Jumelage
- Jossgrund (Allemagne) depuis 1986[1]